# North Bend (Nebraska)
North Bend es una ciudad ubicada en el condado de Dodge en el estado estadounidense de Nebraska. En el Censo de 2010 tenía una población de 1177 habitantes y una densidad poblacional de 575,24 personas por km².

## Geografía
North Bend se encuentra ubicada en las coordenadas 41°27′54″N 96°47′0″O / 41.46500, -96.78333. Según la Oficina del Censo de los Estados Unidos, North Bend tiene una superficie total de 2.05 km², de la cual 2.04 km² corresponden a tierra firme y (0.25%) 0.01 km² es agua.

## Demografía
Según el censo de 2010, había 1177 personas residiendo en North Bend. La densidad de población era de 575,24 hab./km². De los 1177 habitantes, North Bend estaba compuesto por el 98.13% blancos, el 1.02% eran afroamericanos, el 0.17% eran amerindios, el 0.17% eran asiáticos, el 0% eran isleños del Pacífico, el 0.08% eran de otras razas y el 0.42% pertenecían a dos o más razas. Del total de la población el 1.19% eran hispanos o latinos de cualquier raza.